# Stalingrad (musikalbum)
Stalingrad är den tyska gruppen Accepts sextonde studioalbum. Albumet gavs ut 2012-04-11 och producerades av Andy Sneap. Det var bandets andra album med sångaren Mark Tornillo.

## Låtlista
Musik: Wolf Hoffmann/Peter Baltes. Text: Mark Tornillo.
1. "Hung, Drawn and Quartered" - 4:35
2. "Stalingrad" - 5:59
3. "Hellfire" - 6:07
4. "Flash to Bang Time" - 4:06
5. "Shadow Soldiers" - 5:47
6. "Revolution" - 4:08
7. "Against the World" - 3:36
8. "Twist of Fate" - 5:30
9. "The Quick and the Dead" - 4:25
10. "Never Forget" (bonus track) - 4:52
11. "The Galley" - 7:21

## Medlemmar
- Mark Tornillo - Lead vocals
- Wolf Hoffmann - Guitar
- Herman Frank - Guitar
- Peter Baltes - Bass guitar
- Stefan Schwarzmann - Drums